# Zigmund Bluvband
Zigmund Bluvband (* 1947) ist ein israelischer Ingenieur (Qualitätsmanagement, Sicherheitstechnik) und Unternehmer.
Bluvband studierte  Radiotechnik und Elektronik am Polytechnikum Lemberg, an der er auch in Operations Research promovierte. Außerdem erwarb er ein Mathematikdiplom von der Staatlichen Universität Lemberg. Er war Sicherheitsingenieur und Manager in der israelischen Luftfahrtindustrie und für das Qualitätsmanagement bei der Firma Tadiran zuständig.
Zigmund Bluvband entwickelte Sicherheitstechniken für Flugzeuge und gründete 1984 die ALD (Advanced Logistics Developments Ltd.) in Tel Aviv, die international ausgerichtet ist und sich mit Qualitätsmanagement und -training befasst (zum Beispiel in der Hard- und Softwareindustrie und bei Flugzeugen), und war danach dessen Präsident und CEO.
2003 war er Mitgründer der Silent Communication Ltd.
2012 erhielt er mit Herbert Hecht (Chefingenieur und Gründer von SoHaR Inc.) den Elmer A. Sperry Award. 2006 erhielt er den Lifetime Achievement Award der IEEE Reliability Society. Er war zweimal Vorsitzender der  Israel Society for Quality (ISQ) und lehrte an der Hebräischen Universität. Er ist Six-Sigma-Experte (Black Belt).

## Schriften
- Zigmund Bluvband: Quality's greatest hits: classic wisdom from the leaders of quality. 2002, ISBN 978-0-87389-531-6.